# Kai Yuan Holdings Limited
 (juin 2014).
Pour les articles homonymes, voir Yuan (homonymie).
Kai Yuan Holdings Limited (開源控股有限公司) est une holding et une compagnie d'investissement, engagé dans la production de materiel de chauffage en Chine populaire. C'est également un important groupe immobilier à Hong Kong. Il rachète, en 2014, le Marriott des Champs-Élysées. L'ancien nom du groupe était Guo Xin Group Limited. 
Le groupe inclut comme filiales: Ample Land International Limited, Burlingame (Chinese) Investment Limited, Beijing Boya Property Management Company Limited, External Fame Limited, Omnigold Resources Limited, Tianjin Heating Development Company Limited and Tianjin Boasheng Heating Investment Company Ltd. On June 30, 2008, the Company completed the acquisition of 49% interest in Heating Development Co., Ltd.